# Aaspere herrgård
Aaspere herrgård (estniska: Aaspere mõis; tyska: Kattentack) är en herrgårdsbyggnad i Aaspere, Haljala kommun i Estland, först omnämnd 1583.
Herrgårdsbyggnaden tillhörde ätten von Stackelberg, och övergick senare i ätten von der Pahlens ägo, en släkt av den balttyska adeln. Herrgårdsbyggnaden ombyggdes i nyklassicistisk stil mellan 1785 och 1798 efter ritningar av arkitekten Georg Friedrich Veldten.